# Nagroda im. Andrzeja Bączkowskiego
Nagroda im. Andrzeja Bączkowskiego przyznawana jest przez Kapitułę Nagrody osobom, które – podobnie jak patron Nagrody, Andrzej Bączkowski – rozwiązują ważne problemy społeczne, stanowią wzór służby publicznej, działają w duchu porozumienia i współpracy – kierują się ideą działania "ponad podziałami".
W skład Kapituły Nagrody wchodzą: wdowa po Andrzeju Bączkowskim, ministrowie pracy, którzy z nim współpracowali, przyjaciele oraz laureaci.
Nagroda w wysokości 25 tys. zł jest przyznawana z utworzonego na początku 1997 r. Funduszu im. Andrzeja Bączkowskiego, którym do 2006 r. opiekowała się Fundacja dla Polski. Potem Nagrodą zaczęła zajmować się powołana w tym celu Fundacja im. A. Bączkowskiego. Sponsorami jest wiele instytucji i osób prywatnych. Patronem medialnym nagrody jest od początku dziennik "Rzeczpospolita".

## Kapituła
Grażyna Bączkowska, Henryka Bochniarz, Michał Boni, Juliusz Gardawski, Maciej Graniecki, Jerzy Hausner, Jerzy Koźmiński, Jerzy Kropiwnicki, Henryka Krzywonos-Strycharska, Leszek Miller, Paweł Nasiłowski, Jarosław Pietras, Karol Sachs, Joanna Staręga-Piasek, Anna Streżyńska, Elżbieta Suchocka-Roguska, Wojciech Szczurek, Jan Wojcieszczuk, Jan Jakub Wygnański, Bogdan Zdrojewski, Agnieszka Chłoń-Domińczak.
Sześciu członków Kapituły już nie żyje: Jacek Kuroń, Lesław Paga, Longin Komołowski, Halina Wasilewska-Trenkner, Henryk Wujec i Piotr Pawłowski.

## Laureaci
- 2013 – Krzysztof Kwiatkowski
- 2012 – Joanna Staręga-Piasek
- 2011 – Juliusz Gardawski
- 2010 – Wojciech Szczurek
- 2009 – Elżbieta Suchocka-Roguska
- 2008 – Agnieszka Chłoń-Domińczak
- 2007 – Anna Streżyńska
- 2006 – Anna Dymna, Henryk Wujec[2]
- 2005 – Henryka Krzywonos-Strycharska[3], Jarosław Pietras
- 2004 – Paweł Nasiłowski
- 2003 – Henryka Bochniarz,
- 2002 – Halina Wasilewska-Trenkner
- 2001 – Maciej Graniecki
- 2000 – Piotr Pawłowski
- 1999 – Jan Jakub Wygnański
- 1998 – Jerzy Koźmiński
- 1997 – Bogdan Zdrojewski